# ماثيو مايج
ماثيو مايج (بالإنجليزية: Matthew Henry Madge)‏ هو خَبّاز وسياسي أسترالي وبريطاني (وحمل سابقاً جنسية المملكة المتحدة لبريطانيا العظمى وأيرلندا)، ولد في 1838 في ساوثهامبتون في المملكة المتحدة، وتوفي في 1 مارس 1916. انتخب عضو مجلس النواب جنوب أستراليا من الجمعية عن دائرة Electoral district of Wallaroo ‏ وقد انضم خلال فترته النيابية (22 فبراير 1875 – 20 مايو 1875)  للكتلة البرلمانية مستقل.